# Трећи шведски крсташки рат
Трећи шведски крсташки рат (швед. Tredje svenska korståget, рус. Третий Шведский Крестовый поход) био је шведски војни поход на Карелију године 1293. године. Кареља је била подручје под контролом Новгорода. Напад је за последицу имао, изградњу двораца Виборг а западна Карелија остала је под шведском влашћу више од 400 година.
Назив експедиције је новијег датума, будући да је то био само дио дугог низа војних сукоба у Шведско-новгородским ратовима. 